# Comté de Hardin (Ohio)
Pour les articles homonymes, voir Comté de Hardin.
Le comté de Hardin – en anglais : Hardin County – est un des 88 comtés de l'État de l'Ohio, aux États-Unis.
Son siège est fixé à Kenton.

## Géographie
Selon les données du Bureau du recensement des États-Unis, le comté de Hardin a une superficie de 1 219 km² (soit 471 mi²), dont 1 218 km² (soit 470 m²) en surfaces terrestres et 1 km² (soit 0,04 mi²) en surfaces aquatiques.

## Comtés limitrophes
- Comté de Hancock, au nord
- Comté de Wyandot, au nord-est
- Comté de Marion, à l'est
- Comté d'Union, au sud-est
- Comté de Logan, au sud
- Comté d'Auglaize, au sud-ouest
- Comté d'Allen, au nord-ouest

## Démographie
Le comté était peuplé, lors du recensement de 2000, de 31 945 habitants.

## Transports
- Aéroport d'Ada